# Milly Schmidt
Milly Rose Wilhelmine Julie Schmidt; auch Milli Schmidt, geb. Milly Bauch (* 16. Mai 1904 in Berlin; † 14. April 1989 in Jena) war eine deutsche Funktionärin der DDR-Blockpartei LDPD. Sie war Abgeordnete des Thüringer Landtages, des Deutschen Volksrates und der Volkskammer der DDR.

## Leben
Schmidt wurde als Tochter eines Tuchfabrikanten 1904 in Berlin geboren. Zwischen 1910 und 1920 besuchte sie ein Lyzeum sowie anschließend eine Chemie-Schule. Parallel dazu wurde sie zu einer technischen Assistentin in einem Labor ausgebildet. 1921 bis 1922 arbeitete Schmidt als medizinisch-technische Assistentin am Berliner Kaiser-Wilhelm-Institut für Chemie. Anschließend wechselte sie zur Osram AG, wo sie bis 1924 im dortigen Versuchslaboratorium tätig war. Von 1925 bis 1933 arbeitete Schmidt dann in der III. Medizinischen Klinik unter Professor Bruno Mendel im Bereich der Krebsforschung. 1934 legte sie zunächst noch die Reifeprüfung zur Hochschulerlaubnis ab, blieb dann aber nach der Heirat mit dem 18 Jahre älteren Geraer Studienrat Kurt Schmidt am 22. Dezember 1934 als Hausfrau zu Hause. 1939 zog das Paar noch Schleiz, wo Schmidt auch das Kriegsende 1945 erlebte.
Nach Kriegsende begann sich Schmidt in der im Sommer 1945 gegründeten LDP zu engagieren, in die sie im Dezember 1945 eintrat. Sie gehörte zu den Mitbegründern der Partei in Schleiz und war von 1945 bis 1948 stellvertretende LDP-Kreisvorsitzende im Landkreis Schleiz. 1946 wurde sie zur stellvertretenden Bürgermeisterin von Schleiz ernannt. In diesem Amt war sie bis 1950 tätig. Zu den ersten Landtagswahlen in Thüringen nach dem Krieg im Oktober 1946 stellte die LPD Schmidt als Abgeordnete auf. Nachdem die LDP als zweitstärkste Partei 28 Mandate erringen konnte, zog Schmidt als Abgeordnete in das Landesparlament ein, dessen Mitglied sie bis zum Ende der Legislaturperiode blieb. Im März 1948 delegierte sie die LDP zum 2. Deutschen Volkskongress, auf dem Milly Schmidt in den 1. Deutschen Volksrat gewählt wurde. In der Folge war sie auch Abgeordnete des 2. Deutschen Volksrates, der Provisorischen Volkskammer und von 1950 bis 1954 Abgeordnete der Volkskammer. Innerparteilich führte sie während ihrer Abgeordnetentätigkeit von 1948 bis 1954 als Vorsitzende den LDP-Kreisverband Schleiz und blieb auch nach seiner Verhaftung dem ehemaligen LDP-Landesvorsitzenden Karl Hamann politisch verbunden.
Beruflich sollte Schmidt zunächst 1951 ein Fernstudium an der Verwaltungsakademie in Forst Zinna aufnehmen, entschied sich aber dann mit bald 50 Jahren für ein Fernstudium der Chemie an der TH Dresden, welches sie 1954 abschloss. Parallel dazu wurde sie 1953 als Lehramtsanwärterin für Chemie an der Schleizer Oberschule zugelassen. Nachdem sie ab 1955 als Lehrerin arbeitete, erteilte sie noch bis 1957 Unterricht. 1959 zog sie zusammen mit ihrem Mann, der 1977 mit 91 Jahren starb, nach Jena, wo sie 1989 im Alter von 84 Jahren verstarb.